# ブイ・テクノロジー
株式会社ブイ・テクノロジー（英: V Technology Co., Ltd.）は、神奈川県横浜市保土ケ谷区に本社を置く精密機器メーカーである。主に1. フラットパネルディスプレイ用、製造装置、検査装置、測定装置、観察装置及び修正装置の開発・製造・販売・サービスならびに、2. 太陽電池・LED向け装置の開発・販売を行っている。近年はスマートフォン用パネルの性能向上に貢献する「光配向露光装置」の開発にも力を入れている。JPX日経中小型株指数の構成銘柄の一つ。

## 概要
1997年、代表取締役社長の杉本重人が測量機器メーカーソキアの当時の同僚と設立。2000年、東京証券取引所マザーズに上場。東証マザーズへの製造業の上場としては第一号。M&Aにより関連する会社を多数買収し、急速な勢いで事業拡大を続けている。工場を持たないファブレス企業。

## 沿革
- 1997年（平成9年）10月16日 - 設立。
- 2000年（平成12年）
  - 4月 - 韓国子会社（V Technology Korea Co., Ltd.）を設立。
  - 12月 - 東京証券取引所マザーズへ上場。
- 2001年（平成13年）11月 - 当社製品の販売・サービスサポートを目的として台湾にV-TEC Co., Ltd. を設立。
- 2011年（平成23年）
  - 2月 - 東京証券取引所マザーズより1部へ上場指定変更。
  - 7月 - 中国国内での販売・サービスサポート体制を更に強化する為、駐在員事務所を改め、正式に子会社として現地法人化。
- 2013年（平成25年）10月 - オムロンレーザーフロント株式会社より「FPD・半導体業界向リペア装置事業」を取得。
- 2015年（平成27年）
  - 6月 - 日本精工株式会社よりNSKテクノロジー株式会社の全株式を取得。株式会社VNシステムズに商号変更[3]。
  - 12月 - 中国・香港にVETON Tech LIMITED.を設立。Shanghai V Technology Co., Ltd.をVNシステムズの中国事業サポートを主とした運営とし、商号をShanghai VN Systems Co., Ltd.へ変更。
- 2016年（平成28年）4月 - オー・エイチ・ティー株式会社の発行済株式の67％をひろしまイノベーションファンドより取得し子会社化。
- 2017年（平成29年）2月 - 株式会社VNシステムズを吸収合併。